# こんなステキなにっぽんが
こんなステキなにっぽんが は、2007年4月14日から2012年3月18日までNHKで放送された紀行ドキュメンタリー番組である。

## 概要
各界の著名人が数十年前に撮影された一枚の写真をもとに、その写真が撮影された各地域を尋ね、現在その地域で暮らす人々の様子を伝える紀行番組である。ナレーションは、女性アナウンサーが交互に担当する。2012年3月18日の放送を以て終了した。

## 放送日時
衛星波での放送を基本とする。
BSプレミアム
- 初回放送：毎週日曜 9:30 - 9:55
- 再放送：翌週月曜　15:00 - 15:25、翌々週金曜　8:00 - 8:25（アンコール放送）

## 特別番組
2009年6月22日に「こんなステキなにっぽんがスペシャル」を放送した。エンディングでは松本俊明がテーマ曲『琥珀色の記憶』をピアノ演奏した。
- 司会：西村雅彦、江崎史恵
- ゲスト：市川森一、真野響子、金子貴俊

## テーマ音楽
『琥珀色の記憶』（作曲・ピアノ演奏：松本俊明、2009年7月22日発売『Pianoia』に収録）